# Misión San Leonardo
Misión San Leonardo de Escalante (también conocida como Comunidad Indígena San Leonardo, Comunidad Indígena Fischat o Misión Escalante) es una localidad paraguaya del departamento de Presidente Hayes, ubicada al final de la ruta PY05 en el kilómetro 584, en la frontera con Lamadrid, Provincia de Formosa, Argentina, a unos 453 km de Asunción.
Actualmente la localidad cuenta con unos 250 habitantes aproximadamente y forma parte administrativamente del municipio de Teniente Esteban Martínez, ubicado a unos 147 kilómetros de distancia.
Su centro urbano se encuentra prácticamente en el límite del Departamento de Presidente Hayes con el Departamento de Boquerón. Cercano al poblado también pasa la ruta PY12, encontrándose en el desvío del km 392, cerca de Fortín General Díaz.
La localidad también es llamada como Misión Escalante, debido a la Laguna Escalante, un pequeño cuerpo de agua dulce que se encuentra en sus cercanías.

## Geografía
Misión San Leonardo se ubica en el kilómetro 584 de la ruta PY05, cercano a la frontera con Lamadrid, Provincia de Formosa, Argentina. Al suroeste y oeste limita con Comunidad Indígena Media Luna, al noroeste con Misión San José del Estero, al norte con Virgen de Fátima, al noreste con Fortín General Díaz, al este y sureste con La Verde, y al sur con la localidad argentina de Lamadrid, respectivamente.
| Noroeste: Misión San José del Estero    | Norte: Virgen de Fátima | Nordeste: Fortín General Díaz |
| Oeste: Comunidad Indígena Media Luna    |                         | Este: La Verde                |
| Suroeste: Comunidad Indígena Media Luna | Sur: Lamadrid           | Sureste: La Verde             |

## Demografía
La mayoría de los habitantes de la localidad son indígenas de la etnia nivaclé y misioneros católicos.

## Clima
El clima en Misión San Leonardo se puede categorizar como clima semiárido cálido según la clasificación de Köppen, uno de los climas más extremos del Paraguay, presentando máximas que llegan hasta los 46 °C a la sombra en verano y en invierno mínimas de hasta −7 °C. Los veranos suelen ser un poco húmedo y tener algunas lluvias, mientras que los inviernos suelen ser muy secos, presentando algunos incendios forestales.

## Infraestructura
Actualmente la infraestructura de la zona es pobre y deficiente, y los caminos de la zona son en su totalidad de tierra encontrándose en muy mal estado, por lo que el acceso al pueblo es complicado.

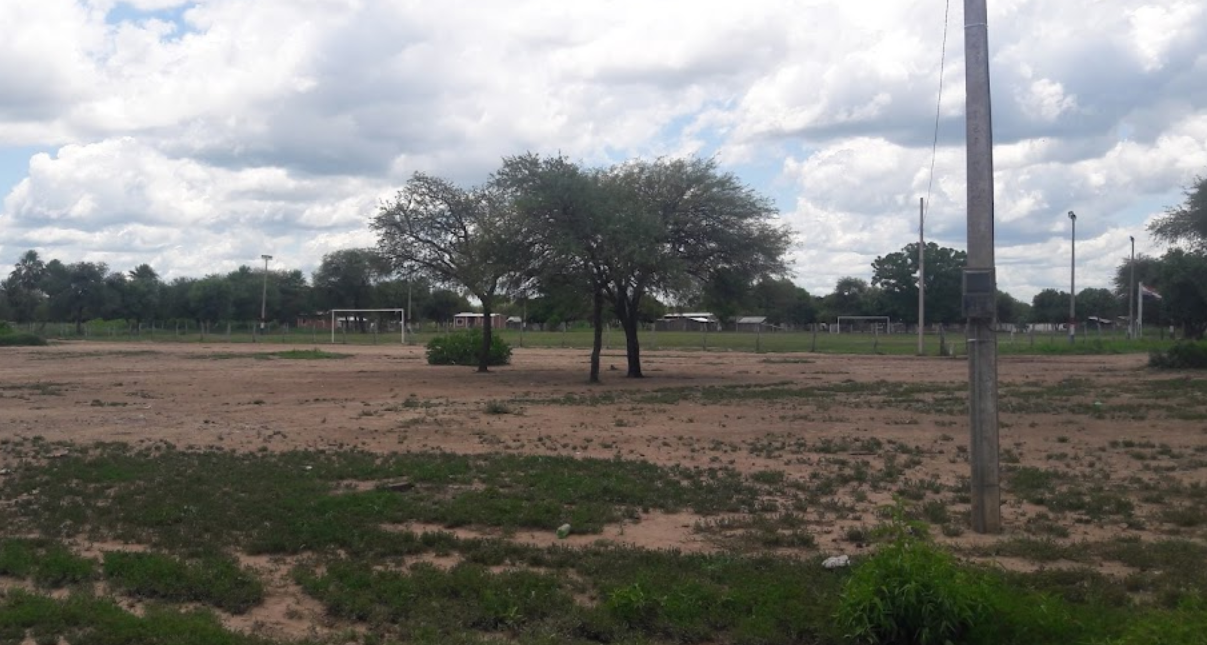
Centro urbano de Misión San Leonardo.

En la frontera misma con Argentina se encuentra la zona conocida como Fortín Pilcomayo o Fortín Nuevo Pilcomayo, a orillas del extinto cauce del Río Pilcomayo, cuyas aguas ya no pasan por esta zona desde hace años.